# Cryptandra apetala
Cryptandra apetala är en brakvedsväxtart som beskrevs av Alfred James Ewart och J. White. Cryptandra apetala ingår i släktet Cryptandra och familjen brakvedsväxter. Utöver nominatformen finns också underarten C. a. anomala.